# Серо Ел Муерто
Серо Ел Муерто (известен още като Ел Муертос) е планински връх в Южна Америка, част от веригата на Андите. Ел Муертос е на 16-о място по височина в Аржентина. За пръв път е изкачен през 1950 година.